# Lorna Sasseville
Lorna Sasseville (* 14. Juni 1960 in Winnipeg als Lorna Daudrich) ist eine ehemalige kanadische Skilangläuferin.

## Werdegang
Sasseville, die für den Canmore Nordic Ski Club startete, lief bei den nordischen Skiweltmeisterschaften 1985 in Seefeld in Tirol auf den 37. Platz über 5 km, auf den 35. Rang über 10 km und auf den neunten Platz mit der Staffel und bei den nordischen Skiweltmeisterschaften 1987 in Oberstdorf auf den 25. Platz über 10 km klassisch, auf den 22. Rang über 5 km klassisch und auf den siebten Platz mit der Staffel. Im folgenden Jahr belegte sie bei den Olympischen Winterspielen in Calgary den 30. Platz über 10 km klassisch, den 26. Rang über 5 km klassisch und zusammen mit Angela Schmidt-Foster, Carol Gibson und Marie-Andrée Masson den neunten Platz in der Staffel. Ihre besten Platzierungen bei den nordischen Skiweltmeisterschaften 1989 in Lahti waren der 21. Platz über 15 km klassisch und zusammen mit Angela Schmidt-Foster, Lisa Patterson und Marie-Andrée Masson der achte Rang mit der Staffel. Bei den nordischen Skiweltmeisterschaften 1991 im Val di Fiemme errang sie jeweils den 42. Platz über 5 km klassisch und 15 km klassisch und den 11. Platz mit der Staffel. Ihre letzten internationalen Rennen absolvierte sie bei den Olympischen Winterspielen 1992 in Albertville. Dort kam sie auf den 51. Platz über 30 km Freistil und auf den 40. Rang über 15 km klassisch.